# Дуглас Коста
Ду́глас Ко́ста ді Со́уза (порт. Douglas Costa de Souza; нар. 14 вересня 1990, Сапукая-ду-Сул, Ріу-Гранді-ду-Сул, Бразилія)  — бразильський футболіст з бразильсько-португальським громадянством, атакувальний півзахисник збірної Бразилії.

## Клубна кар'єра

### «Греміу»
Свій перший професійний контракт Дуглас підписав із клубом «Греміу» 2008 року. Угода була розрахована на 5 років. У своєму дебютному матчі за «Греміу» забив гол, що допоміг його команді переграти «Ботафого» (2:1). З тих пір провідні такі європейські клуби як «Реал Мадрид», «Челсі», «Манчестер Юнайтед» та «Барселона» почали слідкувати за грою юного таланта і навіть охрестили його «новим Роналдінью». Але за два роки у клубі, він зіграв 28 матчів та забив лише 2 гола.

### «Шахтар»

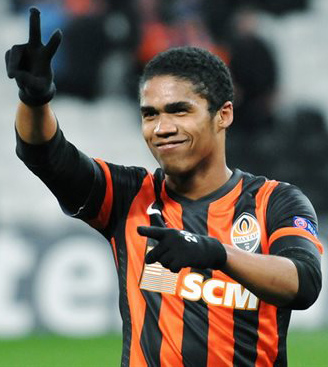
У грі за «Шахтар» 2013 року.

10 січня 2010 року Дуглас Коста перейшов до донецького «Шахтаря» за 6 млн євро. 18 лютого дебютував у складі «гірників» у першому єврокубковому матчі проти лондонського «Фулхема», замінивши в середині другого тайму Вілліана.
Свій перший гол за «Шахтар» Дуглас забив 14 березня у матчі чемпіонату України проти харківського «Металіста» і загалом навесні 2010-го відзначився у чемпіонаті 5 м'ячами.
Всього за сезон 2010/2011, відзначився 7 голами у всіх турнірах. Стільки ж голів він забивав протягом всіх сезонів, окрім 2014/2015. А весь цей час кількість ігор за клуб збільшувалася. За команду він зіграв аж 203 матча і забив 38 м'ячів.

### «Баварія»
Влітку 2015 року Дуглас Коста перейшов до складу мюнхенської Баварії. Сума трансферу склала приблизно 21 мільйон фунтів стерлінгів (~29 мільйонів євро). В офіційних матчах у своїй новій команді Дуглас дебютував 1 серпня 2015 року в матчі за Суперкубок Німеччини проти Вольфсбурга, який завершився перемогою «вовків» 0:1.
Коли Дуглас прийшов в клуб, його конкурент по позиції, Франк Рібері, був травмований. Але новачок дуже добре заграв і за короткий проміжок часу дуже добре показав себе. І коли Рібері відновився, бразилець залишився у основному складі.

### «Ювентус»
12 липня було оголошено про перехід Дугласа Кости на правах оренди до складу італійського «Ювентуса».
Допоміг «старій синьйорі» за результатами 2017–18 зробити «золотий дубль», вигравши чемпіонат і Кубок Італії, після чого туринці викупили контракт гравця за 40 мільйонів євро (плюс можливі бонуси) і уклали з ним чотирирічну угоду.
5 жовтня 2020 про домовленість щодо оренди Дугласа Кости до кінця сезону оголосив його попередній клуб, «Баварія».

## Виступи за збірні
2009 року залучався до складу молодіжної збірної Бразилії. На молодіжному рівні зіграв у 12 офіційних матчах, забив 4 голи.
12 листопада 2014 року дебютував в офіційних матчах у складі національної збірної Бразилії. Провівши у першій половині 2015 року ще низку товариських матчів за національну команду, був заявлений за неї для участі у Кубку Америки 2015 року, де був гравцем резерву, проте з'являвся на полі на заміну у трьої з чотирьох матчів своєї команди на турнірі.
У травні 2018 року був включений до заявки збірної Бразилії для участі у тогорічному чемпіонаті світу.
| Дата       | Місто                  | Господарі | Результат          | Гості      | Турнір                          | Голи | Примітки |
| ---------- | ---------------------- | --------- | ------------------ | ---------- | ------------------------------- | ---- | -------- |
| 12-11-2014 | Стамбул                | Туреччина | 0 – 4              | Бразилія   | товариський матч                | -    | 77'      |
| 18-11-2014 | Відень                 | Австрія   | 1 – 2              | Бразилія   | товариський матч                | -    | 63'      |
| 26-3-2015  | Сен-Дені               | Франція   | 1 – 3              | Бразилія   | товариський матч                | -    | 83'      |
| 29-3-2015  | Лондон                 | Бразилія  | 1 – 0              | Чилі       | товариський матч                | -    | 62'      |
| 7-6-2015   | Сан-Паулу              | Бразилія  | 2 – 0              | Мексика    | товариський матч                | -    | 74'      |
| 10-6-2015  | Порту-Алегрі           | Бразилія  | 1 – 0              | Гондурас   | товариський матч                | -    | 46'      |
| 14-6-2015  | Темуко                 | Бразилія  | 2 – 1              | Перу       | Копа Америка 2015 - 1-й етап    | 1    | 66'      |
| 17-6-2015  | Сантьяго               | Бразилія  | 0 – 1              | Колумбія   | Копа Америка 2015 - 1-й етап    | -    | 69'      |
| 27-6-2015  | Консепсьйон            | Бразилія  | 1 – 1 (3 - 4 п.п.) | Парагвай   | Копа Америка 2015 - чвертьфінал | -    | 60'      |
| 5-9-2015   | Гаррісон               | Бразилія  | 1 – 0              | Коста-Рика | товариський матч                | -    | 82'      |
| 9-9-2015   | Фоксборо (Массачусетс) | США       | 1 – 4              | Бразилія   | товариський матч                | -    | 63'      |
| 9-10-2015  | Сантьяго               | Чилі      | 2 – 0              | Бразилія   | Відбір до ЧС 2018               | -    |          |
| 13-10-2015 | Форталеза              | Бразилія  | 3 – 1              | Венесуела  | Відбір до ЧС 2018               | -    | 45' 75'  |
| 13-11-2015 | Буенос-Айрес           | Аргентина | 1 – 1              | Бразилія   | Відбір до ЧС 2018               | -    | 57'      |
| 17-11-2015 | Сальвадор              | Бразилія  | 3 – 0              | Перу       | Відбір до ЧС 2018               | 1    | 89'      |
| 25-3-2016  | Ресіфі                 | Бразилія  | 2 – 2              | Уругвай    | Відбір до ЧС 2018               | 1    | 78'      |
| 29-3-2016  | Асунсьйон              | Парагвай  | 2 – 2              | Бразилія   | Відбір до ЧС 2018               | -    |          |
| 11-11-2016 | Белу-Оризонті          | Бразилія  | 3 – 0              | Аргентина  | Відбір до ЧС 2018               | -    | 84'      |
| 16-11-2016 | Ліма                   | Перу      | 0 – 2              | Бразилія   | Відбір до ЧС 2018               | -    | 86'      |
| 9-6-2017   | Мельбурн               | Бразилія  | 0 – 1              | Аргентина  | товариський матч                | -    | 65'      |
| 13-6-2017  | Мельбурн               | Австралія | 0 – 4              | Бразилія   | товариський матч                | -    | 59'      |
| 10-11-2017 | Лілль                  | Японія    | 1 – 3              | Бразилія   | товариський матч                | -    | 71'      |
| 23-3-2018  | Москва                 | Росія     | 0 – 3              | Бразилія   | товариський матч                | 1    | 79'      |
| 27-3-2018  | Берлін                 | Німеччина | 0 – 1              | Бразилія   | товариський матч                | -    | 73'      |
| 10-6-2018  | Відень                 | Австрія   | 0 – 3              | Бразилія   | товариський матч                | -    | 84'      |
| 22-6-2018  | Санкт-Петербург        | Бразилія  | 2 – 0              | Коста-Рика | ЧС 2018 - 1-й етап              | -    | 46'      |
| 6-7-2018   | Казань                 | Бразилія  | 1 – 2              | Бельгія    | ЧС 2018 - чвертьфінал           | -    | 46'      |
| 8-9-2018   | Іст-Ратерфорд          | США       | 0 – 2              | Бразилія   | товариський матч                | -    | 61'      |
| 12-9-2018  | Лендовер               | Бразилія  | 5 – 0              | Сальвадор  | товариський матч                | -    | 54'      |
| 16-11-2018 | Лондон                 | Бразилія  | 1 – 0              | Уругвай    | товариський матч                | -    | 40' 67'  |
| 20-11-2018 | Мілтон-Кінз            | Бразилія  | 1 – 0              | Камерун    | товариський матч                | -    | 68'      |
| Усього     |                        | Матчів    | 31                 |            | Голів                           | 3    |          |

## Досягнення
«Греміу»
- Віце-чемпіон Бразилії: 2008

Бразилія U-20
- Чемпіон Південної Америки: 2009
- Віце-чемпіон світу: 2009

«Шахтар»
- Чемпіон України: 2009-10, 2010-11, 2011-12, 2012-13, 2013-14
- Володар кубка України: 2010-11, 2011-12, 2012-13
- Володар Суперкубка України: 2012, 2013, 2014

«Баварія»
- Чемпіон Німеччини: 2015-16, 2016-17, 2020-21
- Володар кубка Німеччини: 2015-16
- Переможець Клубного чемпіонату світу: 2020

«Ювентус»
- Чемпіон Італії: 2017-18, 2018-19, 2019-20
- Володар Кубка Італії: 2017-18
- Володар Суперкубка Італії: 2018

«Флуміненсе»
- Переможець Рекопи Південної Америки: 2024